# Corinnomma rapax
Corinnomma rapax là một loài nhện trong họ Corinnidae.
Loài này thuộc chi Corinnomma. Corinnomma rapax được Christa L. Deeleman-Reinhold miêu tả năm 1993.